# Gustave Vuillemot
Gustave Vuillemot (nacido en Bou-Sfer, Argelia, el 5 de febrero de 1912 – fallecido el 1 de mayo de 2013, Vernon, Francia)  arqueólogo francés, especializado en la arqueología fenicio-púnica del Norte de África.

## Biografía
Gustave Vuillemot es uno de los pioneros en la arqueología fenicio-púnica, su contribución más importante es la clasificación de las ánforas, siendo la R-1, la r es del yacimiento arqueológico de  Rashgún, según su clasificación se trata de un tipo anfórico dedicado al vino, y ha sido uno de los elementos que ha hechos despegar y unificar los estudios arqueológicos  fenicios en el Mediterráneo.
Nació el 5 de febrero de 1912 en Bou-Sfer en la provincia de Orán, Argelia. Estudió en la escuela de su lugar de nacimiento, los estudios secundarios en el liceo Lamoriciere de Orán, después fue a la Facultad de Derecho y Letras, donde estudió Arqueología en 1932-33, después en la Escuela de Francia de Ultramar, en París hasta 1935. Será doctor en Ciencias de la Antigüedad en 1962.
Volverá a Argelia a dirigir el viñedo familiar. Paralelamente, dentro de la Sociedad de Geografía y Arqueología de Orán, en la que hay depositada una importante biblioteca científica, colaboró con François Doumergue, conservador del Museo de Orán.
En 1934, se incorporó al ejército, sirviendo hasta 1940. En 1942 se casó con Laura Damaisin.
A partir de 1935, inició distintas investigaciones sobre la época prehistórica del Norte de África, prospectando y excavando varios yacimientos arqueológicos fenicio-púnicos en Orán, a cargo de la Dirección de Antigüedades de Argelia, en los sitos de Les Andalouses, Mersa Madakh, Rachgoun, Siga sur la Tafna.
En 1956, es nombrado director-conservador del Museo Demaeght de Orán que agrupaba el de Bellas Artes, el de Arqueología, Prehistoria e Historia Natural. 
En 1961, excavó una tumba de una princesa antigua en Beni Saf, junto a su equipo, desafiando el peligro físico, en pleno clima de terrorismo e inseguridad, que acabará con el abandono de Argelia por parte de Francia.
En 1962 se puso a las órdenes de la Dirección de Museos de Francia y es nombrado conservador de los Museos de Autun en Saona y Loira, a cargo de lo encontrado en la ciudad galo-romana de Bibracte.
En el Museo Rolin emprenderá exposiciones y acciones para dar a conocer el patrimonio artístico y arqueológico.
Presidió la Asociación Local de Repatriados de Argelia. En 1980 se jubiló. Su divisa: discreción y modestia.